# 52 viola vízibusz (Velence)
Az eredeti velencei 52 viola („lila”) jelzésű vízibusz a Piazzale Roma és Murano között közlekedett. A viszonylatot az ACTV üzemeltette.
A járat nevében a viola a táblájának alapszínére utalt, megkülönböztetve az 52 verde nevű járattól.

## Története
Az 52-es járatok a régi 5-ös és a 2-es összevonásával keletkeztek. Az eredeti 5-ösből lett az 52 verde, míg az 5/-esből az 52 viola nevű járat. Ezzel egyben szétválasztották a régi „Circolare Destra” és „Circolare Sinistra” nevű, a várost megkerülő irányt jelző járatokat is az azóta már megszűnt 23-as járat segítségével. Az 52-esek 1996-tól 1998-ig közlekedtek. Később a járatokat ismét átszervezték, ellentétes irányban közlekedő párokra bontották, de maga az útvonal is több részre lett osztva, így születtek meg az 41/42-es, 51/52-es, 61/62-es és 71/72-es járatpárok.
Az 52 viola járat története:
| Időszak     | Járat- szám | Megállók |
| ----------- | ----------- | --- |
| 1978 – 1983 | 5           | Riva degli Schiavoni – Tana – Celestia – Ospedale Civile – Fondamente Nuove – Isola San Michele – Murano (Navagrero) – Murano (Museo) – Murano (Fondamenta Venier) – Murano (Serenella) – Murano (Navagero) – Murano (Faro) – Murano (Colonna) – Isola San Michele – Fondamente Nuove – Madonna dell’Orto – San Alvise – Ponte Tre Archi – Ponte Guglie – Ferrovia – Piazzale Roma – Zattere – Santa Eufemia – Redentore – Ostello – San Giorgio Maggiore – Riva degli Schiavoni |
| 1984 – 1995 | 5           | Riva degli Schiavoni – Tana – Celestia – Ospedale Civile – Fondamente Nuove – Isola San Michele – Murano (Navagrero) – Murano (Museo) – Murano (Fondamenta Venier) – Murano (Serenella) – Murano (Navagero) – Murano (Faro) – Murano (Colonna) – Isola San Michele – Fondamente Nuove – Madonna dell’Orto – San Alvise – Ponte Tre Archi – Ponte Guglie – Ferrovia – Piazzale Roma – Zattere – Santa Eufemia – Redentore – Ostello – San Giorgio Maggiore – Riva degli Schiavoni |
| 1984 – 1995 | 5/          | Riva degli Schiavoni – Sant’Elena – Murano (Navagrero) – Murano (Museo) – Murano (Fondamenta Venier) – Murano (Serenella) – Murano (Navagero) – Murano (Faro) – Murano (Colonna) – Ponte Tre Archi – Ponte Guglie – Ferrovia – Piazzale Roma – Tronchetto A (1991-től) – Tronchetto B (1991-től) |
| 1996 – 1998 | 23          | San Zaccaria (Iolanda) – Tana – Celestia – Ospedale Civile – Fondamente Nuove – Cimitero – Murano (Navagero) – Murano (Faro) – Murano (Colonna) – Cimitero – Fondamente Nove – Ospedale Civile – Celestia – Tana – San Zaccaria (Iolanda) (Csak ebben az irányban) |
| 1996 – 1998 | 52 verde    | Lido (Santa Maria Elisabetta) – Sant’Elena – Giardini Biennale – San Zaccharia (Iolanda) – Zattere – Santa Marta – Piazzale Roma – Ferrovia (Bar Roma) – Ponte di Guglie – Ponte di Tre Archi – San Alvise – Madonna dell’Orto – Fondamente Nove – Cimitero – Murano (Colonna) – Murano (Serenella) – Murano (Fondamenta Vernier) – Murano (Museo) – Murano (Navagero) – Murano (Faro) – Murano (Colonna) – Cimitero – Fondamente Nove – Madonna dell’Orto – San Alvise – Ponte di Tre Archi – Ponte di Guglie – Ferrovia (Bar Roma) – Piazzale Roma – Santa Marta – Zattere – San Zaccaria (Iolanda) – Giardini Biennale – Sant’Elena – Lido (Santa Maria Elisabetta) (Csak ebben az irányban) |
| 1996 – 1998 | 52 viola    | Piazzale Roma (Santa Chiara) – Sacca Fisola – Sant’Eufemia – Zitelle – San Zaccaria (Iolanda) – Tana – Celestia – Ospedale Civile – Fondamente Nove – Cimitero – Murano (Colonna) – Murano (Serenella) – Murano (Fondamenta Vernier) – Murano (Museo) – Murano (Navagero) – Murano (Faro) – Murano (Colonna) – Fondamente Nove – Ospedale Civile – Celstia – Tana – San Zaccaria (Iolanda) – Zitelle – Sant’Eufemia – Sacca Fisola – Piazzale Roma (Santa Chiara) (csak ebben az irányban) |

## Megállóhelyei
| sz. | idő (perc) | megállóhely neve             | látnivalók                                 |
| --- | ---------- | ---------------------------- | ------------------------------------------ |
| 0   | 0          | Piazzale Roma (Santa Chiara) |                                            |
| 1   | 13         | Sacca Fisola                 |                                            |
| 2   | 15         | Sant’Eufemia                 | Sant'Eufemia                               |
| 3   | 24         | Zitelle                      | Zitelle                                    |
| 4   | 28         | San Zaccaria (Iolanda)       | Szent Márk tér, Dózse-palota, San Zaccaria |
| 5   | 31         | Tana                         | Arsenale                                   |
| 6   | 34         | Celestia                     | San Francesco della Vigna                  |
| 7   | 36         | Ospedale Civile              | Santi Giovanni e Paolo, Ospedale Civile    |
| 8   | 40         | Fondamenta Nuove             | Gesuiti                                    |
| 9   | 47         | Cimitero                     | Cimitero (Temető)                          |
| 10  | 50         | Murano, Colonna              |                                            |
| 11  | 52         | Murano, Serenella            |                                            |
| 12  | 54         | Murano, Fondamenta Venier    |                                            |
| 13  | 57         | Murano, Museo                | Museo Vetrario                             |
| 14  | 59         | Murano, Navagero             |                                            |
| 15  | 61         | Murano, Faro                 | Faro, Stazione Sperimentale del Vetro      |
| 16  | 63         | Murano, Colonna              |                                            |
| 17  | 66         | Cimitero                     | Cimitero (Temető)                          |
| 18  | 73         | Fondamenta Nuove             | Gesuiti                                    |
| 19  | 77         | Ospedale Civile              | Santi Giovanni e Paolo, Ospedale Civile    |
| 20  | 79         | Celestia                     | San Francesco della Vigna                  |
| 21  | 82         | Tana                         | Arsenale                                   |
| 22  | 85         | San Zaccharia (Iolanda)      | Szent Márk tér, Dózse-palota, San Zaccaria |
| 23  | 89         | Zitelle                      | Zitelle                                    |
| 24  | 98         | Sant’Eufemia                 | Sant'Eufemia                               |
| 25  | 100        | Sacca Fisola                 |                                            |
| 26  | 113        | Piazzale Roma (Santa Chiara) |                                            |